# Сихэ (богиня)

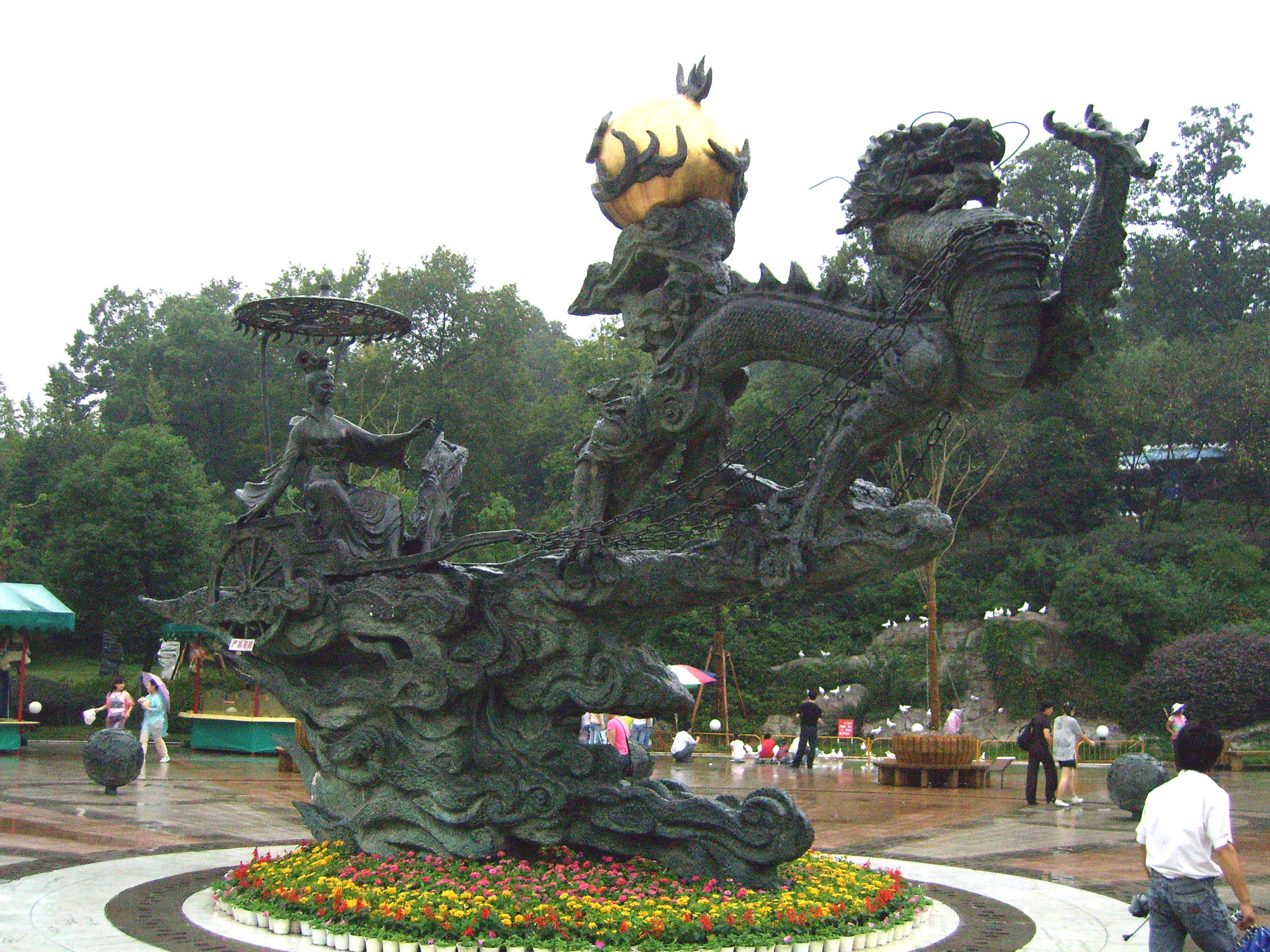

Сихэ 羲和 — архаический персонаж или группа персонажей (Си-Хэ) в китайской мифологии.
Согласно мифу, представленному в «Шань хай цзин», Сихэ — одна из двух супруг государя Цзюня 帝俊, родившая десять солнц (в то время как вторая, Чанси 常羲, стала матерью двенадцати лун). Солнечной богиней Сихэ также представляется в «Гуй цзан» zh:归藏, где описывается её восхождение по стволу божественного тутовника «Фусан».
В то же время «Шу цзин» упоминает Си и Хэ как два клана, назначенных государем Яо для астрономических наблюдений.